# Araneus ancurus
Araneus ancurus este o specie de păianjeni din genul Araneus, familia Araneidae, descrisă de Zhu, Tu și Hu, 1988. Conform Catalogue of Life specia Araneus ancurus nu are subspecii cunoscute.